# 南漢普頓 (新罕布什爾州)
南漢普頓（英語：South Hampton）是一個位於美國新罕布什爾州羅京安縣的鎮。

## 人口
根據2020年美國人口普查的數據，南漢普頓的面積為20.85平方千米，當中陸地面積為20.78平方千米，而水域面積為0.06平方千米。當地共有人口894人，而人口密度為每平方千米43人。